# Kãkwã
|  | Per a altres significats, vegeu «llengua kãkwã». |

Els kãkwã o cacua és un poble indígena que habita al nord-oest de l'Amazònia, entre els rius Vaupés, Querarí i Papurí, a Colòmbia, prop de la frontera entre el Brasil i Colòmbia, dins del Gran resguardo indígena del Vaupés. Els kãkwã són aproximadament 250 persones, que parlen la seva pròpia llengua, que fa part la macrofamília makú-puinave i està estretament relacionada amb el nukak.

## Història
Pobladors originaris de la regió, els kãkwã eren nòmades caçadors-recol·lectors i tenien petits horts itinerants, quan altres pobles van arribar al Riu Vaupés. Cap a 1882, es registraven que els antics pobladors, designats com "macú", estaven sotmesos a relacions de servitud i esclavitud pels pobles que van arribar en els segles posteriors. Cap el 1902, treballaven per als cubeo, desano i wanano, encara que també caçaven i recol·lectaven a la selva. Aquesta situació de subordinació i la continuada explotació de la seva mà d'obra, va provocar una ideologia de baixa estima cap als "macú" i el seu idioma per part dels altres indígenes i dels colons.
Encara que els kãkwã van continuar fent campaments i viatjant dins de la selva i caçant, generalment residien en els voltants dels llogarets dels indígenes d'altres ètnies per als quals treballaven, i fins i tot sota el pis aixecat les cases dels seus "patrons".
En 1970 vivien en tres grups regionals auto-identificats tots com Bára, que a més de la llengua pròpia parlaven la dels seus respectius "patrons". Un dels grups estava situat al llarg dels afluents del riu Papurí; estava habitat per 69 persones pertanyents a dues clans diferents, amb "patrons" desano. El segon, amb 34 individus pertanyents a cinc clans diferents, se situava al llarg de Caño Wacará i Caño Churubí, afluents dels rius Querarí i Vaupés i tenien "patrons" wanano i cubeo. El tercer, 21 persones que a vegades treballaven per als desano, es localitzava al llarg dels corrents de capçalera de Caño Carguero i Caño Cucura, a l'Alt Vaupés.
En 1966 només 19 persones del segon grup vivien al caño Wacará. Dues missioneres evangèliques van fomentar i van ajudar les famílies a assentar-se en Wacará. Cap al 2000, diverses bandes kãkwã s'havien establert definitivament en el poblat de Wacará, que es troba entre els rius Vaupés i Querarí, aproximadament a 100 quilòmetres a l'orient de Mitú. Des de llavors, la població es va fer més gran a mesura que la gent de bandes que havien romàs a l'interior de la selva es van unir a les de Wacará. En 2009 hi havia allí 123 habitants i 2015, el seu número havia augmentat a 183 persones. Uns altres kãkwã viuen a Nuevo Pueblo, un llogaret entre els rius Vaupés i Papurí.

## Economia
La subsistència dels kãkwã depenia tradicionalment de la cacera. Cacen amb sarbatana diferents espècies de primats i ocells i amb llances pecaríes, dantas i altres espècies de mamífers. Usen llaços per a capturar perdius. Pesquen amb arc i fletxa, hams, nanses i candelera i capturen anguiles amb paranys elaborats amb pals prims i cordes que manipulen dins dels nius, sota la riba de les fetes fallida. També recol·lecten fruites i altres productes silvestres en la selva.
Entre els productes recol·lectats estan els que els serveixen de matèries primeres per a fabricar diferents objectes, com a canastres grans de bejuco que fan les dones per a carregar a l'esquena. De canyís fabriquen cistelles i els homes fan espremedores.
Els kãkwã de Wacará avui depenen fonamentalment de l'agricultura i produeixen principalment la mandioca o iuca amarga, nyam, bananer, plàtan, chontaduro i altres fruites, encara que continuen caçant, pescant i recol·lectant fruits silvestres. Han superat la dependència econòmica dels seus anteriors "patrons". Ara, la majoria d'aquesta població de Wacará és monolingüe kãkwã.

## Clans
Cada kãkwã pertany a un patrillinatge, organitzat com un clan, el nom simbòlic del qual és el d'un animal, planta o objecte cultural. Cada clan fa part d'una de les meitats que realitzen intercanvi matrimonial i que es consideren entre si bayh, cunyats o parents afins, cosins creuats bilaterals. El Sistemes terminològics de parentiu és dravidià. No accepten matrimonis entre individus de la mateixa meitat, agnats, cosins paral·lels. Una de les meitats realitza canvio intercanvis matrimonials amb els hupda, als qui denominen bâɾaʧɨwã Això ocorria principalment amb el primer grup regional i actualment entre els habitants de nou Poble i els jupda de Piracuara.

## Cosmologia
La cultura tradicional concebia la realitat dividida en tres mons: a dalt, viuen el ser superior Ibn Kadmi, les estrelles, els trons, tángaras, tijeretas i altres ocells. Els humans comparteixen la terra amb plantes, animals, cases de caça i amb dimonis o monstres. En el món de baix viu el poble de la fruita umarí, peixos i animals subterranis. Ibn Kadmi va escopir en les pedres del raudal kan-tsa-pa en el riu Llet, al nord-est d'on habita avui, en algun lloc entre els rius Isana i Aiarí, des d'on van migrar els kãkwã al territori que habiten.